# Neobisium hispanicum
Espèce
Neobisium hispanicum est une espèce de pseudoscorpions de la famille des Neobisiidae.

## Distribution
Cette espèce est endémique de Castille-et-León en Espagne. Elle se rencontre vers La Bastida.

## Description
Le mâle holotype mesure 2,52 mm.

## Étymologie
Son nom d'espèce lui a été donné en référence au lieu de sa découverte, l'Hispanie.

## Publication originale
- Hernández-Corral, Zaragoza & Micó, 2018 : New species of Pseudoscorpiones (Arachnida) from tree hollows in a Mediterranean oak forest in Spain. Zootaxa, no 4497(2), p. 201-225.